# Культурная флора СССР
Культурная флора СССР (Культурная флора) — многотомное издание большого научного коллектива советских учёных, посвящённое систематическому описанию культурных растений во всём их мировом разнообразии и в многообразии полевых условий.
Работа над подготовкой и выпуском издания велась с перерывами в течение многих десятков лет. Фундаментальный труд был основан академиком Н. И. Вавиловым во Всесоюзном научно-исследовательском институте растениеводства как результат длительных исследований мирового генофонда растительных ресурсов, позволяющий дать исчерпывающую ботанико-агрономическую характеристику огромному числу культурных растений, имеющих хозяйственное значение в то время.
По замыслу авторов работа должна была включить все возделываемые и вводимые в культуру растения за исключением декоративных, дополнительно, охватывая и близкородственные культурным дикие виды, с целью использования их потенциала для гибридизации. В первую очередь рассматривались агрономические растения, особое внимание уделялось важнейшим экономически значимым культурам, требующих обширных дифференциальных знаний, в первую очередь хлебным злакам, зерно-бобовым и масленичным культурам, а также плодовым, бахчевым и прядильным растениям.
Охватывая широкий круг возделываемых и вводимых в культуру или используемых в селекции, в том числе иноземных, растений в работе рассматриваются аспекты интродукции и селекции новых культур.
Большое внимание уделяется сортовым ресурсам для нужд практической селекции.
В работе реализован агрономический принцип расположения видов в соответствии с их хозяйственным использованием. Основатели издания отказались от размещения описываемых видов по ботанической системе, так как при таком порядке изложения растения одного хозяйственного назначения оказались бы разнесены по разным томам.
В отличие от обычных, сугубо ботанических изданий, «Культурная флора» содержит и агрономические аспекты, указывает на ценность растения, его экономическую значимость и распространённость культуры, содержит сведения необходимые для селекционной и генетической работы, и для понимания процесса эволюции культурных растений в целом.
Каждый том или их серия посвящены какой-либо группе сельскохозяйственных растений и представляют самостоятельное целое произведение.
Издание предназначено для научных работников — селекционеров, растениеводов, генетиков, преподавателей и студентов биологических и агрономических вузов.
Изначально планировалось издать 21 том и один дополнительный в течение всего 3 лет, с 1935 по 37 год.
План издания содержал следующие тома:
- I—III — хлебные злаки
- IV—V — зерновые-бобовые и др.
- VI—VII — масленичные и прядильные
- VIII — корнеплоды
- IX — клубнеплоды
- X—XI — овощные
- XII — тыквенные
- XIII — кормовые
- XI—XV — плодовые
- XVI — ягодные
- XVII — орехоплодные
- XVIII — сахароносы, пряные и наркотические
- XIX—XX — эфиромасличные, смолоносные и лекарственные
- XXI — каучуконосы, дубильные, красильные и другие технические

Фактически план издания выполнен не был ни по срокам, ни по объёму запланированных разделов, хотя отдельные тома спустя много лет были выпущены повторно.
Книги, изданные в новое время (после 1991 года), озаглавлены просто «Культурная флора», без указания какой-либо страны.
в хронологическом порядке
- Культурная флора СССР / Под рук-вом Н. И. Вавилова, ред. Е. В. Вульф. — М.-Л. : Государственное издательство колхозной и совхозной литературы, 1935. — Т. 1. Хлебные злаки. Пшеница / ред. тома К. А. Фляксбергер общая часть Р. Ю. Рожевиц. — 435 с. — 8200 экз.
- Культурная флора СССР / Под рук-вом Н. И. Вавилова, ред. Е. В. Вульф. — М.-Л. : Государственное издательство колхозной и совхозной литературы, 1936. — Т. 2. Хлебные злаки. Рожь, ячмень, овёс. — 447 с. — 5200 экз.
- Культурная флора СССР / Под рук-вом Н. И. Вавилова, ред. Е. В. Вульф. — М.-Л. : Государственное издательство колхозной и совхозной литературы, 1936. — Т. 16. Ягодные. — 285 с. — 5200 экз.
- Культурная флора СССР / Под рук-вом Н. И. Вавилова, ред. Е. В. Вульф. — М.-Л. : Государственное издательство колхозной и совхозной литературы, 1936. — Т. 17. Орехоплодные. — 354 с. — 4200 экз.
- Культурная флора СССР / Н. А. Базилевская и др. ; Под рук-вом Н. И. Вавилова, ред. Е. В. Вульф. — М.-Л. : Государственное издательство колхозной и совхозной литературы, 1937. — Т. 4. Зерновые бобовые. — 680 с. — 5200 экз.
- Культурная флора СССР / Под рук-вом Н. И. Вавилова, ред. Е. В. Вульф. — М.-Л. : Государственное издательство колхозной и совхозной литературы, 1940. — Т. 5. Прядильные. — 315 с. — 3000 экз.
- Культурная флора СССР / Ред. Е. В. Вульф. — М.-Л. : Государственное издательство колхозной и совхозной литературы, 1941. — Т. 7. Масличные. — 496 с.
- Культурная флора СССР / Под ред. Е. Н. Синской. — М.-Л. : Государственное издательство сельскохозяйственной литературы, 1950. — Т. 13. Многолетние бобовые травы. Люцерна, донник, пажитник. — 527 с. — 3000 экз.
- Культурная флора СССР / Под рук-вом П. М. Жуковского. — М.-Л. : Государственное издательство сельскохозяйственной литературы, 1958. — Т. 20. Овощные паслёновые (томат, баклажан, чёрный паслён, дынная груша, перец, физалис, мандрагора) / ред. тома Д. Д. Брежнев. — 531 с. — 3000 экз.
- Культурная флора СССР / Под рук-вом П. М. Жуковского. — Л. : Колос, 1971. — Т. 9. Картофель / ред. тома С. М. Букасов. — 448 с. — 2750 экз.
- Культурная флора СССР / Под рук-вом П. М. Жуковского. — Л. : Колос, 1971. — Т. 19. Корнеплодные растения (семейство Маревых — свекла, семейство Зонтичных — морковь, петрушка, сельдерей, пастернак) / ред. тома В. Т. Красочкин. — 436 с. — 3000 экз.
- Культурная флора СССР / Под рук-вом П. М. Жуковского. — Л. : Колос, 1975. — Т. 3. Крупяные культуры. Гречиха, просо, рис / ред. тома А. С. Кротов. — 364 с. — 2000 экз.
- Культурная флора СССР / Под рук-вом Д. Д. Брежнева. — Л. : Колос, 1978. — Т. 10. Лук / ред. тома П. М. Жуковский, О. Н. Коровина. — 264 с. — 2200 экз.
- Культурная флора СССР / Под рук-вом Д. Д. Брежнева. — Л. : Колос, 1979. — Т. 1. Пшеница / ред. тома В. Ф. Дорофеев, О. Н. Коровина. — 347 с. — 2000 экз.
- Культурная флора СССР / Р. Х. Макашева ; Под рук-вом Д. Д. Брежнева. — Л. : Колос, 1979. — Т. 4. Зерновые бобовые культуры. Ч. 1. Горох / ред. тома О. Н. Коровина. — 325 с. — 1640 экз.
- Культурная флора СССР / Под рук-вом Д. Д. Брежнева. — М. : Колос, 1982. — Т. 6. Кукуруза / ред. тома Г. Е. Шмараев, О. Н. Коровина. — 295 с. — 1640 экз.
- Культурная флора СССР / Под рук-вом Д. Д. Брежнева. — М. : Колос, 1983. — Т. 14. Семечковые (яблоня, груша, айва) / ред. тома В. Л. Витковский, О. Н. Коровина. — 320 с. — 920 экз.
- Культурная флора СССР / Т. В. Лизгунова ; Под рук-вом В. Ф. Дорофеева. — Л. : Колос, 1984. — Т. 11. Капуста / ред. тома Д. Д. Брежнев, О. Н. Коровина. — 328 с. — 2940 экз.
- Культурная флора СССР / Под рук-вом В. Ф. Дорофеева. — Л. : Агропромиздат, 1985. — Т. 18. Корнеплодные растения (семейство Капустные — репа, турнепс, брюква, редька, редис) / ред. тома В. Т. Красочкин, В. И. Буренин. — 324 с. — 1070 экз.
- Культурная флора СССР / Под рук-вом В. Ф. Дорофеева. — Л. : Агропромиздат, 1988. — Т. 12. Листовые овощные растения (спаржа, ревень, щавель, шпинат, портулак, кресс-салат, укроп, цикорий, салат) / ред. тома М. М. Гиренко, О. Н. Коровина. — 304 с. — 2550 экз.
- Культурная флора СССР / Под рук-вом В. Ф. Дорофеева. — М. : Агропромиздат, 1989. — Т. 2. Ч. 1. Рожь / ред. тома В. Д. Кобылянский. — 369 с. — 960 экз. — ISBN 5-10-000168-2.
- Культурная флора СССР / Под рук-вом В. И. Кривченко. — Л. : Агропромиздат, 1990. — Т. 2. Ч. 2. Ячмень / М. В. Лукьянова. — 421 с. — 4300 экз. — ISBN 5-10-001371-0.
- Культурная флора. — М. : Колос, 1994. — Т. 2. Ч. 3. Овёс / ред. тома В. Д. Кобылянский, В. Н. Солдатов. — 367 с. — 1000 экз. — ISBN 5-10-002382-1.
- Культурная флора / Пыженков В. И., Малинина М. И.. — М. : Колос, 1994. — Т. 21. Тыквенные (огурец, дыня) / Ред. тома В. И. Пыженков. — 288 с. — 1000 экз. — ISBN 5-10-002940-4.
- Культурная флора. — Тбилиси : ВИР, 1998. — Т. 24. Цитрусовые культуры (лимон, апельсин, мандарин, грейпфрут, помпельмус, дикорастущие сородичи) / В. Л. Витковский, Т. Х. Самоладас, О. Н. Коровина, Р. К. Карая. — 415 с. — 500 экз.
- Культурная флора / Под рук-вом В. А. Драгавцева. — СПб. : ВИР, 1999. — Т. 4. Зерновые бобовые культуры. Ч. 2. Вика / ред. тома С. И. Репьев. — 492 с. — 200 экз.
- Культурная флора России. Т. XV. Актинидия. Лимонник. К 120-летию Н. И. Вавилова. Авт.: Э. И. Колбасина, Л. В. Соловьева, Н. Н. Тульнова, Н. В. Козак, Н. В. Скрипченко, П. А. Мороз, Н. А. Корчемная, А. И. Гвоздецкая. Под ред.: И. М. Куликова, В. Л. Витковского, С. К. Темирбековой. — М.: Россельхозакадемия, 2008. — 328 с. — 300 экз.